# 가톨릭영화제
가톨릭영화제(Catholic Film Festival, CAFF)는 2013년 7월 설립된 가톨릭영화인협회가 주최하는 대한민국의 영화제이다. 가톨릭영화제 집행위원회(위원장 조용준 니콜라오 신부)가 주관한다.  천주교 종교 영화뿐 아니라 보편적인 주제의 장편 및 단편 영화를 상영한다. 2014년 10월 30일에 1회가 시작되었다.

## 영화제 목록
- 제1회 가톨릭영화제
- 제2회 가톨릭영화제
- 제3회 가톨릭영화제
- 제4회 가톨릭영화제
- 제5회 가톨릭영화제
- 제6회 가톨릭영화제
- 제7회 가톨릭영화제
- 제8회 가톨릭영화제
- 제9회 가톨릭영화제
- 제10회 가톨릭영화제